# Guerra ottomano-safavide (1623-1639)
La guerra ottomano-safavide (1623–1639) fu combattuta fra la Persia safavide e l'Impero ottomano sotto Murad IV. Ebbe inizio nel 1623 e terminò nel 1639. Dopo l'iniziale successo persiano nel riprendere Baghdad e gran parte del moderno Iraq, persa anni prima, la guerra iniziò a peggiorare per i persiani che non furono in grado di opporsi oltre agli ottomani che pure erano distratti dalle guerre in Europa e da tumulti interni. Gli ottomani riuscirono a prendere Baghdad, ed a siglare il Trattato di Zuhab che concluse la guerra con la vittoria ottomana che fece rimanere la Mesopotamia nelle mani dell'Impero ottomano sin dopo la conclusione della prima guerra mondiale.

## Antefatto
A partire dal 1514, per più di un secolo l'Impero ottomano e la Persia safavide si scontrarono in una lotta costante per il controllo del Caucaso meridionale e della Mesopotamia. I due stati rappresentavano all'epoca le maggiori potenze dell'Asia occidentale e la loro rivalità era alimentata da una serie di differenze dogmatiche: gli ottomani erano musulmani sunniti, mentre i safavidi erano sciiti della setta dei Qizilbash ed erano pertanto visti come eretici dai turchi.
Dopo che la Battaglia di Chaldiran ebbe eliminato l'influenza safavide in Anatolia, durante la guerra del 1532–55 gli ottomani conquistarono l'Iraq arabo, prendendo Baghdad nel 1534 e assicurandosi le conquiste ottenute col Trattato di Amasya nel 1555. La pace perdurò nei due decenni prima dell'altra guerra nel 1578. I persiani risultarono molto pressati dall'avanzata ottomana combinata con l'attacco dei shaybanidi nel Khorasan. La guerra si concluse col Trattato di Costantinopoli nel 1590, con una chiara vittoria ottomana: i turchi occuparono la Georgia, il Revan, e persino la capitale safavide, Tabriz.
Il nuovo scià persiano, Abbas I (regnante 1588–1629), riorganizzò il suo esercito grazie alla nuova fanteria ghulam ad imitazione dei giannizzeri turchi, coscritti tra i giovani circassiani e georgiani ed equipaggiati col miglior armamento ed allenamento possibile. Nel 1603, lanciò un'offensiva che riprese Tabriz, l'Azerbaigian e la Georgia in quello stesso anno. Gli ottomani, distratti dalle guerre con la Monarchia asburgica in Europa, non riuscirono ad opporre una forte resistenza. Dal 1622, a seguito della vittoriosa conclusione della guerra contro i Mughal, incoraggiati da moti interni all'Impero ottomano seguiti all'assassinio del sultano Osman II (r. 1618–22), Abbas si risolse ad attaccare i possedimenti ottomani nell'odierno Iraq.

## La guerra
L'opportunità dello scià di risolvere la contesa si ebbe con una serie di ribellioni che scoppiarono nell'Impero ottomano: Abaza Mehmed Pasha, governatore di Erzurum, insorse con una ribellione, mentre Baghdad dal 1621 era ancora nelle mani di un ufficiale dei giannizzeri, lo subaşi Bakr, e dei suoi seguaci. Bakr aveva ottenuto il riconoscimento al ruolo di locale pascià dalla Sublime porta, ma il sultano aveva de facto nominato Filibeli Hafız Ahmed Pascià, governatore di Diyarbakır, di intervenire in loco. Bakr si rivolse dunque schierandosi con Abbas I il quale inviò delle truppe a Bakr. Per prevenire la cattura persiana di Baghdad, Hafız Ahmed restaurò ben presto le relazioni con Bakr, il quale tornò in alleanza con gli ottomani. In risposta, i persiani assediarono e presero Baghdad il 14 gennaio 1624, grazie all'aiuto del figlio di Bakr, Muhammad. La caduta della città venne seguita dal massacro di buona parte dei suoi abitanti sunniti, intenzionato com'era lo scià a trasformare la città Baghdad in un borgo unicamente sciita.
La caduta di Baghdad fu una perdita terribile per il prestigio ottomano. Le guarnigioni e le truppe locali ottomani iniziarono ad ammutinarsi ed i persiani poterono così prendere gran parte dell'Iraq moderno, tra cui le città di Kirkuk e Mosul ed i santuari di Najaf e Karbala, che vennero visitati personalmente dallo scià. Nel 1625, Hafız Ahmed Pascià, ora Gran Visir, marciò per riprendere Baghdad. Malgrado la politica della "terra bruciata" ordinata dallo scià, l'armata del sultano raggiunse Baghdad ed investì la città nel novembre di quell'anno con tre assedi. Gli assalti ottomani alla città riuscirono a penetrare le fortificazioni interne, ma non riuscirono a prendere la città completamente prima dell'arrivo dell'armata al comando dello scià Abbas I. Gli ottomani quindi si ritirarono in un forte accampamento fortificato e continuarono in seguito l'assedio. In risposta, Abbas I decise di intercettare i convogli rifornimenti degli ottomani. Questa strategia portò i suoi frutti: gli ottomani vennero costretti ad attaccare l'esercito persiano per non rimanere alla fame, fatto che fece subire loro non poche perdite ed alla fine il 4 luglio 1626 gli ottomani lasciarono l'assedio alla città e si ritirarono a Mosul.

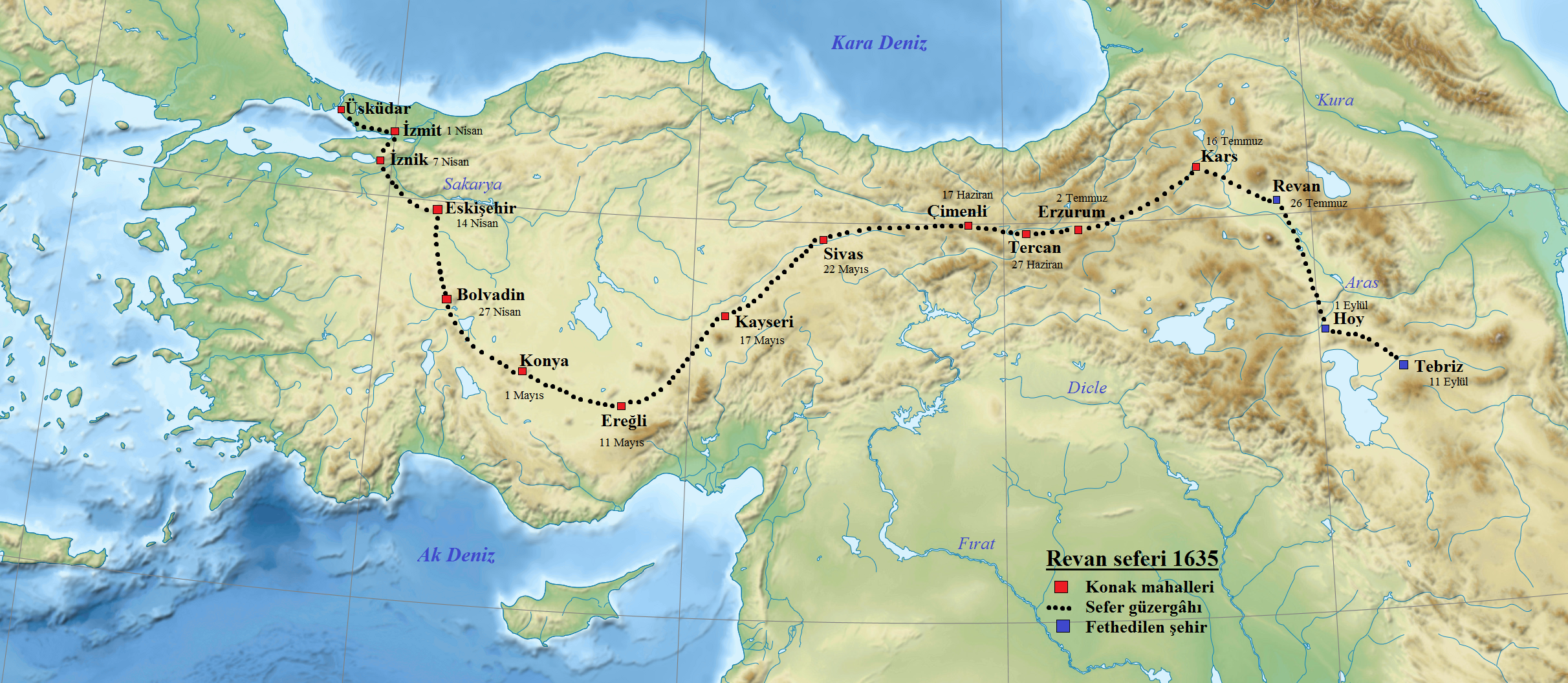
La campagna di Erevan (1635) (Revan sulla mappa) venne guidata dal sultano Murad IV e portò alla presa di Erevan l'8 agosto e Tabriz l'11 settembre.

Nel 1629, gli ottomani, assicuratasi la pace con gli Asburgo, si dedicarono in forza all'offensiva dei Persiani grazie anche all'abilità del nuovo gran visir, Gazi Hüsrev Pasha. Un rigido inverno e molte piogge avevano reso impossibili le operazioni militari nell'Iraq centrale, e Hüsrev voltà il suo esercito ad est, invadendo la Persia. Il 4 maggio 1630 sconfisse i persiani al comando di Zainal Khan Begdeli Shamlu nella battaglia di Mahidasht presso Kermanshah e si spostò a saccheggiare la città di Hamadan. Hüsrev Pasha si rivolse quindi verso Baghdad e la assediò nel novembre di quell'anno. L'assedio ad ogni modo venne ben presto tolto per la minaccia di un nuovo rigido inverno che minacciava di tagliare le comunicazioni. Durante la ritirata, i persiani ripresero il controllo dell'Iraq, e soggiogarono la popolazione ribelle dei curdi. Gli anni successivi videro un susseguirsi di razzie e schermaglie senza che nessuna delle due parti l'avesse vinta definitivamente. Lo scià Safi (r. 1629–42) inviò una delegazione di pace alla corte ottomana, ma il nuovo gran visir Tabanıyassi Mehmed Pasha, rifiutò le sue richieste. Il fronte del Caucaso dei persiani riprese fuoco nel 1633 quando i regni georgiani di Kartli e Kakheti, sotto il governo di re Teimuraz, sfidarono la sovranità safavide. Nel 1634, Rustam Khan, un georgiano convertito all'Islam, venne inviato dallo scià per soggiogarli. Teimuraz venne sconfitto ma riuscì a fuggire a Imereti, continuando a tramare nell'ombra per riprendere il proprio trono sino al 1638 quando riuscì a riottenerlo.
Nel 1635, in uno sforzo per emulare i suoi predecessori, il sultano Murad IV si pose alla guida del suo esercito. Gli ottomani presero Revan (8 agosto) e saccheggiarono Tabriz. Il sultano vittorioso tornò trionfante a Costantinopoli, ma le sue vittorie ebbero breve vita: nella primavera dell'anno successivo, lo scià Safi riprese Revan e sconfisse l'esercito ottomano. I rinnovati concordati di pace fallirono e nel 1638 Murad IV nuovamente personalmente guidò l'esercito contro Baghdad. La città cadde a dicembre di quell'anno dopo soli 39 giorni di assedio, restaurando de facto il controllo ottomano sull'Iraq e portando alla pace poco dopo.

## Conseguenze
Il Trattato di Zuhab, concluso il 17 maggio 1639, definì il confine ottomano-persiano, con l'Iraq che passò in maniera permanente agli ottomani. La Mesopotamia, che aveva costituito una parte importante degli imperi persiani precedenti, andò irrimediabilmente perduta. L'Armenia orientale rimase persiana, mentre gli ottomani ottennero la Georgia occidentale e si videro riconoscere l'Armenia occidentale. In termini di confini, il trattato di Zuhab riconfermò i provvedimenti del Trattato di Amasya del 1555. La pace stabilita definì un equilibrio permanente nella regione, malgrado futuri conflitti e aggiustamenti consequenziali, ma tale è rimasta definendo la situazione sino ad oggi tra Iran, Iraq e Turchia.